# Järnvägslinjen Mellansel–Örnsköldsvik
Järnvägslinjen Mellansel–Örnsköldsvik är en enkelspårig järnväg i Örnsköldsviks kommun. Den går mellan Mellansel på Stambanan genom övre Norrland och Örnsköldsviks centralstation där den ansluter till Botniabanan. Banan är 28 km lång och används av godståg.

## Historia
Stambanan genom övre Norrland byggdes i inlandet av bland annat militära skäl och kuststäderna fick anslutningsbanor. I maj 1890 var stambanan klar till Mellansel och i maj 1891 beviljade riksdagen byggandet av järnvägen Mellansel–Örnsköldsvik. Statens Järnvägars bygge av banan gick fort och den var färdig den 31 oktober 1892 till en kostnad av 1 853 098 kronor. Marken till järnvägen erhölls kostnadsfritt från kommuner, landsting och privata markägare. År 1900 var persontrafiken 45 000 resande per år och godstrafiken var 21 000 ton per år.
Från Örnsköldsvik mot Mellansel finns flera kraftiga motlut, vilket under ånglokstiden gjorde att tågens medelhastighet nedgick.
Utfarten från Mellansel utgick fram till 1977 direkt från bangården men efter en ombyggnad utgår den från stambanan ett par hundra meter norr om Mellansel.
En tunnel genom Åsberget började byggas av Statens Järnvägar (SJ) 1954 till en kostnad av 2 miljoner kronor för ett industrispår till AB Hägglund & Söner i Gullänget. Den östra tunnelöppningen anpassades för en framtida spåranslutning mot Arnäsvall och med massorna från tunneln terrasserades en sträcka av 3 km. Samtidigt flyttades spåret mellan Tvillingsta och Örnsköldsvik i sydvästlig riktning. Tunneln och det nya spåret öppnades för trafik 1957. I samband med byggandet av Botniabanan blev det ett nytt södra tunnelpåslag medan den norra delen av tunneln blev en del av Botniabanan. Industrispåret till BAE Systems AB utgår numera från Örnsköldsvik norra station på Botniabanan.
Den lokala persontrafiken upphörde 1986/87 och sovvagnarna till nattåget upphörde 1989. På hösten 2010 började en del nattåg gå Mellansel–Örnsköldsvik för att fortsätta mot Umeå på Botniabanan. Denna persontrafik upphörde när södra delen av Botniabanan samt Ådalsbanan öppnade för trafik i augusti 2012.

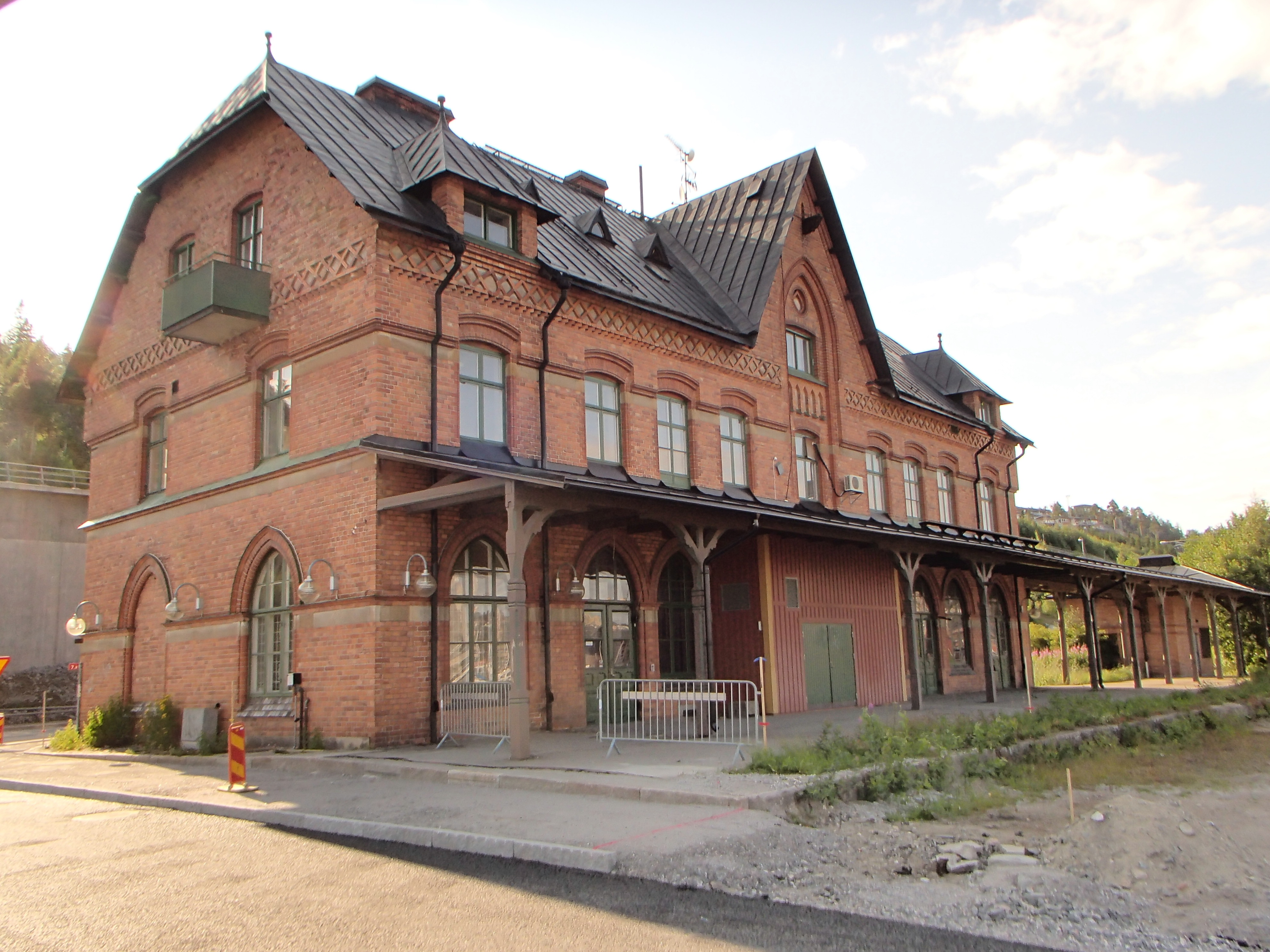
Det nedlagda stationshuset vid Örnsköldsviks centralstation. Den nuvarande stationen ligger något längre norrut.

Banan elektrifierades 1998 men mötesspåret i Österalnö elektrifierades inte. Det innebär att det inte finns någon mötesmöjlighet för eldrivna fordon mellan Mellansel och Örnsköldsvik. Dieseldrivna arbetsfordon kan däremot använda sidospåret i Österalnö.
Örnsköldsviks kommun byggde en ny godsbangård längs Botniabanan i Arnäsvall 6 km norr om centrum. Den nya godsbangården öppnades i oktober 2008. Spåren vid den gamla bangården vid Örnsköldsviksfjärden och vidare till oljehamnen på den östra sidan av fjärden har rivits. Örnsköldsvik har tagit fram detaljplaner för bostäder, kontor och handel i området. Marken ägs av det statliga bolaget Jernhusen, svenska staten (via Trafikverket), privata företag och av Örnsköldsviks kommun. Det finns därför inte längre någon järnvägsanslutning till Örnsköldsviks hamnanläggningar.
I samband med byggandet av Botniabanan fick spåret i Örnsköldsvik en ny högre belägen och västligare sträckning längs Varvsberget. Resecentrum flyttades norrut från det ursprungliga stationshuset. Spåret mellan Örnsköldsvik V och gamla Örnsköldsvik C har rivits.
Från Botniabanan byggdes en ny anslutning till industrispåret vid Domsjö Fabriker AB i Domsjö och ett stickspår för uppställning av fordon.